# Hiddi
Hiddi, forma abbreviata e soprannome di Ildeboldo, (750/756 – 813 circa) è stato un nobile sassone e conte nell'Hessengau sassone.

## Biografia
Hiddi forse era figlio del conte Liutolfo, morto nel marzo del 785 come monaco nell'abbazia di Fulda.
Nel periodo dal 779 al 781, nell'allora Sassonia, l'odierna Westfalia, iniziò un'estenuante guerriglia diretta contro i Franchi. Essendo battezzato e sostenitore di Carlo Magno, Hiddi fu cacciato dalla sua patria ancestrale dai ribelli sassoni dopo la prima campagna di Carlo Magno contro gli Angrivari vicino a Warburg. Quindi l'imperatore Carlo lo insediò sul territorio della Franconia vicino a Wolfsanger (oggi una parte di Kassel) con diritti comitali nell'Hessengau sassone creato sul medio Diemel. A Wolfsanger, l'insediamento dei rifugiati sassoni portò a un doppio insediamento franco-sassone con una vecchia chiesa battesimale francone, che fu consacrata a Giovanni Battista.
Hiddi fece allora eseguire dei lavori di deforestazione nella foresta di Kaufunger ("silva Buchonia"), in un'area che si trovava al centro dei possedimenti del conte Gerhao. Dopo che Gerhao morì senza eredi (probabilmente intorno o prima dell'811), i suoi beni furono confiscati dai missi dominici di Carlo. La foresta di Kaufunger riconquistò l'area antropizzata, eccetto per le zone disboscate di Hiddis e del Billungo Amelung I. Carlo confermò ai figli dei due, Asig (Esiko) (813) e Bennit I (Bennicho) (811), le proprietà dei loro defunti padri nella foresta di Kaufunger, dove i toponimi Escherode e Benterode li ricordano tutt'oggi.
Hiddi sposò Schwanhilde (Suanhild), forse una figlia del duca Bruno (730–775). Ebbe tre figli che possedevano vasti possedimenti nel Leinegau, nell'Hessengau sassone e nel Tilithigau:
- Asig (Esiko) (anche Asico, Esicho, forma abbreviata di Adalrico), come conte successore di Hiddi nell'Hessengau sassone, dove è attestato nell'839 e nell'843;
- Folclod (Folkbold);
- Adalbold (Adalbaldo).

Esiko, che grazie al suo secondo matrimonio con Ida la Giovane, fu il genero del conte Ecberto e di santa Ida di Herzfeld, divenne il capostipite della stirpe degli Esikoni.